# Px3
Le Prix de la Photographie , Paris ou Px3 est un prix de photographie international. Il comprend le Gold Award, le Prix Argent et le Bronze Award. Le Prix de Paris Photographie a été fondé en 2007,,.

## Présentation
PX3 a pour ambition de promouvoir la création photographique contemporaine, de découvrir des talents émergents et d’apporter à la scène artistique française les tendances photographiques du monde entier.
Depuis 2014, l'exposition des lauréats a lieu à l'Espace Beaurepaire.

## Éditions

### Édition 2014
L'exposition comprend une carte Blanche à Bill Hunt (collectionneur) et Daphné Anglès (rédactrice au New York Times) dans le cadre du Curator Challenge 2014, les lauréats du PX3 2014.